# Shijingshan
Shijingshan léase Shichíng-Shan (en chino simplificado, 石景山区; pinyin, Shíjǐngshān qū) es uno de los 16 distritos de la ciudad de Pekín, República Popular China. Localizado al sur-centro de la ciudad, con sus 86 kilómetros cuadrados de superficie es uno de los más pequeños. Su población es de 610.000.
Este distrito fue construido en 1967.

## Administración
El distrito de Shijingshan se divide en 8 subdistritos y 1 comunidad.
- Subdistrito jīn dǐng jiē 金顶街街道
- Subdistrito gǔchéng 古城街道
- Subdistrito bābǎoshān 八宝山街道
- Subdistrito lǎo shān 老山街道
- Subdistrito wǔ lǐ tuó 五里坨街道
- Subdistrito guǎng níng 广宁街道
- Subdistrito píngguǒ yuán 苹果园街道
- Subdistrito bājiǎo 八角街道
- Comunidad Lǔ gǔ shè 鲁谷社区

-Estos se dividean en 140 comunidades.